# Копальня Манціана
Копальня Манціана (Manziana) — історичний гірничодобувний майданчик за кілька кілометрів на захід від озера Баччано (за чотири десятки кілометрів на північний захід від Риму).
Датований 1866 роком документ згадує сірчану копальню Манціана, що розташована в регіоні Лаціо в районі Чівітавекк'я.
Джерело 1915 року також згадує сірчану шахту Манціана, проте характеризує її як недіючу.
Наприкінці 1960-х сірчаний рудник Манціана ввела в дію компанія Montecatini (також мала в сусідньому регіоні Тоскана великі копальні Гаворрано, Бочеджано, Ніччолета, які продукували іншу сірчану сировину — пірити). Роботи велись як підземним, так і відкритим способом та були остаточно припинені у 1980-х роках через нерентабельність.
Можливо також відзначити, що за чотири кілометри на південний захід від копальні є пам'ятка природний — кальдера Манціана, заповнена водою, яка насичена діоксидом вуглецю та сірководнем.